# Aurskogs kommun
Aurskogs kommun (norska: Aurskog kommune) var en kommun i Akershus fylke i sydöstra Norge. Tätorten Aursmoen utgjorde kommunens centralort.

## Administrativ historik
Aurskogs kommun upprättades den 1 januari 1838 (som Urskog formannskapsdistrikt) när Formannskapslovene från 1837 trädde i kraft. Kommunen omfattade då den norra delen av nuvarande Aurskog-Hølands kommun samt den östra delen av nuvarande Lillestrøms kommun.
Den 1 juli 1919 bröts Blakers kommun ut ur kommunen som då minskade från 5 635 invånare före delningen till 3 102 invånare efter. Den återstående delen omfattade den norra delen av nuvarande Aurskog-Hølands kommun.
Den 1 januari 1966 gick Aurskogs kommun, tillsammans med kommunerna Nordre Høland, Søndre Høland och Setskog, upp i den då nybildade Aurskog-Hølands kommun. Kommunens hade då 3 129 invånare.